# Йонге, Иоханнес Корнелис де
Иоханнес Корнелис де Йонге (нидерл. Johannes Cornelis de Jonge; 9 мая 1793 — 11 июня 1853) — нидерландский историк.
Учился в Лейденском университете. С 1831 г. занимал пост директора государственного архива. Из исторических трудов Йонге наибольшее значение имела «История голландского мореплавания» (нидерл. «Geschiedenis van her Nederlandsche Zeewezen»; 1833—1848, в 6 томах).